# Zazá
Zazá é uma telenovela brasileira produzida e exibida pela TV Globo de 5 de maio de 1997 a 9 de janeiro de 1998, em 215 capítulos. Substituiu Salsa e Merengue e foi substituída por Corpo Dourado, sendo a 55.ª "novela das sete" exibida pela emissora.
Escrita por Lauro César Muniz, com a colaboração de Aimar Labaki e Rosane Lima, teve direção de Jorge Fernando, Marcelo Travesso e Alexandre Boury. A direção geral foi também de Jorge Fernando.
Contou com as atuações de Fernanda Montenegro, Paulo Goulart, Ney Latorraca, Nathalia Timberg, Marcello Novaes, Leticia Spiller, Cecil Thiré e Fafy Siqueira nos papéis principais.

## Enredo
Em Zazá, a personagem título é a septuagenária Marisa Dumont, uma excêntrica milionária, que cresceu ouvindo da mãe que é filha do inventor Alberto Santos Dumont, parentesco confirmado por seu velho amigo e confidente, o brigadeiro Pascoal Borato. A mãe de Zazá teria conhecido o jovem Alberto em um carnaval, setenta anos antes. Apesar disso, os registros históricos sobre o pai da aviação não mencionam que ele tivesse filhos.
A trama abre com a protagonista de bigode e vestida como Santos Dumont, em Paris, refazendo o voo pioneiro numa réplica do 14 Bis, após contornar a Torre Eiffel. Chamando a atenção para o projeto revolucionário que tem em mãos: a construção de um avião atômico, que tem o sugestivo nome “Decola Brasil".
Zazá é também uma mãe super protetora, ela tem sete filhos. Todos eles não eram bom em nada ou não sabia fazer nada, criticados por Ângelo seu segundo marido. Para provar que ele está errado Zazá jura tornar os filhos competentes e independentes. Em um de seus voos, Zazá enxerga as nuvens formarem a figura de sete anjos e tem uma ideia: contratar sete profissionais ligados à áreas pelas quais os filhos se interessam para serem o que ela chama de anjos da guarda e encaminhar os sete rebentos nos negócios.
Os sete “anjos da guarda” são profissionais muito gabaritados, mas com alguma dificuldade e erros cometidos no passado, o que se configura no esquema organizado pelo vilão Silas, advogado da família Dumont, que reúne provas contra os anjos e mantém todos eles “de rabo preso”.
O intuito de Silas é fazer dos anjos “sete sombras”, ou seja, convencidos à trabalharem sem terem seus nomes divulgados publicamente, o que significa que quem vai levar toda a glória para eles são os filhos de Zazá, dando a aparência que são inteligentes e bem sucedidos em cima do talento dos anjos. Por exemplo: A assessora financeira para fingir ser uma simples secretária enquanto executa o trabalho do filho administrador, a chef de culinária para preparar os pratos da filha que é cozinheira, o cineasta para dirigir os filmes do filho que é diretor de cinema, um engenheiro para assinar os projetos do outro e assim por diante. A farsa chega ao fim quando Zazá descobre o esquema sujo e livra os anjos das chantagens de Silas. Com tudo, o intuito maior do maquiavélico é impedir que o projeto de Zazá saia do papel e tomar as empresas tudo para ele.

## Elenco
| Interprete                   | Personagem                      |
| ---------------------------- | ------------------------------- |
| Fernanda Montenegro          | Marisa Dumont (Zazá)            |
| Ney Latorraca                | Silas Vadan                     |
| Letícia Spiller              | Beatriz                         |
| Marcello Novaes              | Hugo                            |
| Paulo Goulart                | Ulisses                         |
| Nathalia Timberg             | Tereza                          |
| Jorge Dória                  | Ângelo                          |
| Julia Lemmertz               | Fabiana                         |
| Fernando Torres              | Brigadeiro                      |
| Cecil Thiré                  | Dorival (Doc)                   |
| Fafy Siqueira                | Renata                          |
| Paulo Gorgulho               | Victor                          |
| Cláudia Ohana                | Maria Olímpia                   |
| Alexandre Borges             | Solano                          |
| Adriana Londoño              | Jacqueline                      |
| Reginaldo Faria              | Roberto                         |
| Mário Gomes                  | Álvaro                          |
| Deborah Secco                | Dora                            |
| Sylvia Bandeira              | Dorothy                         |
| Louise Cardoso               | Mercedes                        |
| Marcos Breda                 | Ro-Ro Pedalada                  |
| Vanessa Lóes                 | Lavínia                         |
| Antônio Calloni              | Milton                          |
| Rachel Ripani                | Sisi                            |
| Roberto Bataglin             | Pedro                           |
| Fernanda Muniz               | Marília                         |
| Suely Oliveira               | Isabel                          |
| Luciano Vianna               | Samuel                          |
| Xuxa Lopes                   | Marina                          |
| Fernanda Rodrigues           | Valéria                         |
| Juliana Martins              | Lúcia                           |
| David Cardoso Jr.            | Douglas                         |
| André Valli                  | Marcos                          |
| Marcelo Barros               | Junior                          |
| Roberto Bontempo             | José                            |
| Eduardo Caldas               | Jonas                           |
| Aracy Cardoso                | Neusa                           |
| Ana Maria Nascimento e Silva | Hilda                           |
| Élcio Romar                  | Lua                             |
| Bernadeth Lyzio              | Tânia                           |
| Jorge Fernando               | Gastão                          |
| Giselle Policarpo            | Clarinha                        |
| Daniel Marinho               | Luís                            |
| Hugo Gross                   | Claudinei                       |
| Betty Erthal                 | Jéssica                         |
| Leina Krespi                 | Nilda                           |
| Hilda Rebello                | Castorina                       |
| Gustavo Ottoni               | Antônio                         |
| Leonardo Bataglin            | filho de Pedro                  |
| Bernardo Pontes              | Daniel (bebê de Beatriz e Hugo) |

### Participações especiais
| Interprete      | Personagem     |
| --------------- | -------------- |
| Cissa Guimarães | Cecília        |
| Paulo Silvino   | produtor de TV |
| Sandra Bréa     | Ela mesma      |

## Produção
Zazá tem uma atmosfera própria de uma farsa, que é um gênero teatral cômico, que se utiliza de personagens caricatos e excêntricos, além de mostrar situações que beira a fantasia e a inverossimilhança. A trama enfrentou mudança de tom de comédia farsesca a drama 
A princípio a trama teria 161 capítulos, mas como Corpo Dourado foi tardiamente escolhida como sua substituta, não daria tempo para a estreia naquele ano. Por esse motivo, o autor teve que acrescentar 54 capítulos à trama, enquanto a substituta não ficava pronta. A novela teve problemas com audiência. Muniz declarou que nunca havia escrito uma novela tão extensa. Depois de passar por uma estafa com o trabalho, teve que dividi-lo com outros dois colaboradores: Jacqueline Veleso e Felipe Miguez.
A cenografia da Globo produziu para a trama, em parceria com a Embraer, a réplica de um avião real, um modelo híbrido inspirado no Brasília e uma aeronave futurista projetada por Santos Dumont. O avião foi usado pelo autor como metáfora do desenvolvimento do país. Segundo Muniz, a principal pretensão da novela era discutir se o Brasil "decolava" ou não rumo ao futuro.
A personagem Zazá nasceu em 1924, cinco anos antes da atriz Fernanda Montenegro. A produção da novela pensou em colocar uma peruca grisalha na atriz, para que ela ficasse mais velha, mas desistiu da ideia a deixando assumir a própria identidade. O amor na terceira idade é um dos aspectos mais interessantes abordados na novela, na opinião de Montenegro. Os atores "setentões" protagonizam casos de amor, adultérios e brigas, o que é "muito bonito", segundo a atriz.
A telenovela abordou também os temas AIDS e sexualidade. A personagem Jacqueline, interpretada pela estreante Adriana Londoño, foi infectada pelo HIV em uma transfusão de sangue. A trama trouxe um personagem bissexual (Rô Rô Pedalada) e outro pansexual (Silas), representando minorias sexuais na sociedade até então pouco exploradas na teledramaturgia.
Protagonista do núcleo jovem da novela, Fernanda Rodrigues foi convidada por Antonio Calmon para viver uma das protagonistas de Corpo Dourado, sucessora de Zazá, e teve que deixar a trama antes do fim. Segundo a produção, o motivo seria a dificuldade para recrutar atores para novos trabalhos. Muitos preferiam as minisséries e especiais, outros estavam envolvidos em produções cinematográficas ou viajando pelo país com espetáculos teatrais. Rachel Ripani ganhou a oportunidade de estrear na tevê a convite dos autores Lauro Cezar e Aimar Labak, que prometeram escrever um personagem para ela depois de vê-la numa peça. Dez meses depois, estava estudando dramaturgia em Londres, quando o diretor Jorge Fernando foi até lá fazer o convite, o que a trouxe de volta para o Brasil. A produção reuniu cinco casos de aparentados envolvendo o autor, os atores e o diretor. Quem faz o personagem do filho de Pedro na novela é Leonardo Bataglin, filho de Roberto Bataglin.
O ex-jogador de futebol Renato Gaúcho fez uma participação na novela como técnico de um time de futebol feminino.
Leticia Spiller revelou que teve uma assessoria culinária durante três meses para ajudar na composição de seu personagem, a gourmand Beatriz. As aulas com a chef de culinária francesa Ana Castilho aconteceram na casa da atriz. Livros e aulas de francês complementaram os estudos. A personagem da Deborah Secco começa a novela gordinha e ao se apaixonar por um homem mais velho, emagrece e fica mais sensual. A atriz tentou engordar mas não conseguiu, então optou-se por um enchimento e roupas largas.
O vilão Silas (Ney Latorraca) teria seu castigo apenas no final da novela, mas esse desfecho foi antecipado no capítulo de 21 de outubro. Segundo o autor, o objetivo era dar novos rumos à trama, além de mostrar acontecimentos fortes antes do final.

## Exibição

### Outras Mídias
Nunca reprisada, foi disponibilizada na íntegra no Globoplay em 30 de dezembro de 2024, como parte do Projeto Resgate.

## Música
Fonte: Teledramaturgia

### Nacional
Capa: logotipo da novela
1. "Jovens Tardes de Domingo" - Gal Costa
2. "É Uma Partida de Futebol" - Skank
3. "A Seta e o Alvo" - Paulinho Moska
4. "Rouxinol" - Milton Nascimento
5. "Fullgás (Memê's Radio Mix 97)" - Marina Lima
6. "Busca Vida" - Os Paralamas do Sucesso
7. "Vou Levando a Vida" - Peninha
8. "Sonho de Uma Noite de Verão" - Milton Guedes
9. "Simples Viagem (Sitting And Watching)" - Cidade Negra
10. "50 Anos" - Emílio Santiago
11. "Assim Falou Zaratustra (Also Sprach Zarathustra)" - Sérgio Dias
12. "Você Chegou" - Zé Ricardo
13. "Escândalo" - Adriana Capparelli
14. "Dona Doida" - Rita Lee (tema de abertura)

### Internacional
Capa: Letícia Spiller e Marcello Novaes
1. "I Don't Want To" - Toni Braxton
2. "Enamorado Por Primera Vez" - Enrique Iglesias
3. "The Real Thing" - Lisa Stansfield
4. "Uh La La La" - Alexia
5. "Con Te Partiró (Time To Say Goodbye)" - Mafalda Minnozzi & Jerry Adriani
6. "Chanson D'Amour" - Manhattan Transfer
7. "Love Won't Wait" - Gary Barlow
8. "Falling Into You" - Celine Dion
9. "Loving Every Minute (Cutfather & Joe Remix)" - Lighthouse Family
10. "Vattene Amore" - Luciano Bruno
11. "I Will Survive" - Cake
12. "When I Fall In Love" - Natalie Cole & Nat King Cole
13. "Sé Que Ya No Volverás" - Diego Torres
14. "Hole In My Soul" - Aerosmith